# サンガ県
サンガ県（サンガけん、Sangha Department）は、コンゴ共和国の県。県都はウェッソ。他にセンベやソアンケなどの町がある。人口は約21万人（2023年）。

## 地理
国土の北部に位置し、東をリクアラ県、南をキュヴェト県、西を西キュヴェト県及びガボン、北をカメルーン及び中央アフリカ共和国と接する。

## 下位行政区画
サンガ県は、モケコ、ングバラ、ピクンダ、センベ、ソアンケの5郡からなる。